# Troglarmadillidium stygium
Troglarmadillidium stygium är en kräftdjursart som beskrevs av Karl Wilhelm Verhoeff 1900. Troglarmadillidium stygium ingår i släktet Troglarmadillidium och familjen klotgråsuggor. Inga underarter finns listade i Catalogue of Life.